# Athens (Maine)
Athens – miasto w Stanach Zjednoczonych, w stanie Maine, w hrabstwie Somerset.